# سفارة الصين في النرويج
سفارة الصين في النرويج هي أرفع تمثيل دبلوماسي لدولة الصين لدى النرويج. تقع السفارة في أوسلو وهي تهدف لتعزيز المصالح الصينية في النرويج.

## وصلات خارجية
- قائمة سفارات الصين
- قائمة السفارات في النرويج